# Chuyến bay 320 của American Airlines
Chuyến bay 320 của American Airlines là chuyến bay thường lệ giữa sân bay quốc tế Chicago Midway và sân bay LaGuardia của Thành phố New York. Vào ngày 3 tháng 2 năm 1959, chiếc Lockheed L-188 Electra thực hiện chuyến bay đã rơi xuống sông Đông, làm 65 người trong số 73 người trên máy bay thiệt mạng. Điều kiện thời tiết tồi tệ tại điểm đến có nghĩa là phi hành đoàn phải hạ xuống qua những đám mây và sương mù dày đặc, nhưng máy bay đã bay thấp hơn các phi công dự định và nó đã rơi xuống dòng sông băng giá 4.900 feet (1.500 m) trên đường băng với tốc độ 140 hải lý/giờ (160 dặm/giờ; 260 km/giờ). American Airlines đã bay loại máy bay trong dịch vụ thương mại chỉ khoảng hai tuần trước khi xảy ra tai nạn.
Các nhân chứng của vụ tai nạn cho biết chiếc máy bay đã bay thấp hơn đáng kể so với bình thường đối với các máy bay tiếp cận sân bay, trong khi các thành viên phi hành đoàn còn sống cho rằng các thiết bị của máy bay đã nói với họ rằng chuyến bay đang hoạt động ở độ cao bình thường cho đến thời điểm va chạm. Một cuộc điều tra của Hội đồng hàng không dân dụng đã kết luận rằng những sai lầm của phi hành đoàn chuyến bay, sự thiếu kinh nghiệm của phi hành đoàn bay loại máy bay và điều kiện thời tiết xấu là nguyên nhân của vụ tai nạn. Kết luận bị phản đối bởi bởi Hiệp hội Phi công Hàng không Quốc tế, họ cảm thấy rằng vụ tai nạn là do các dụng cụ bị lỗi và điều kiện thời tiết xấu, không phải do bất kỳ sai lầm nào của phi hành đoàn có kinh nghiệm cao.

## Tai nạn
Chuyến bay 320 của American Airlines là chuyến bay thường lệ giữa Chicago và Thành phố New York bằng một trong những máy bay cánh quạt Lockheed L-188 Electra mới thu được của công ty. Hãng đã bắt đầu bay máy bay mới vào ngày 23 tháng 1 năm 1959 và họ đã cung cấp sáu chuyến bay khứ hồi hàng ngày trên các tuyến giữa New York và Chicago, với kế hoạch mở rộng sang các tuyến khác khi một số máy bay mới được chuyển giao.
Vào tối ngày 3 tháng 2 năm 1959, chuyến bay dự kiến rời sân bay Midway của Chicago, nhưng tuyết bị gió làm chậm chuyến khởi hành.:p2 Chuyến bay cuối cùng đã bay vào lúc 9:54 p.m. Giờ miền Đông, trễ năm mươi bốn phút, và là một trong những chuyến bay cuối cùng rời Chicago vào tối hôm đó trước khi sân bay bị đóng cửa do bão.:p3 68 hành khách và 5 thành viên phi hành đoàn đã lên máy bay và chuyến đi dự kiến mất một giờ bốn mươi hai phút.:pp1-2 Việc cất cánh bay từ Chicago và chuyến bay đến khu vực Thành phố New York là không có gì lạ, hoạt động trên phi công tự động ở độ cao 21.000 feet.:p3
Lúc 11 giờ 34 phút, chuyến bay tiếp cận khu vực Thành phố New York. Kiểm soát viên không lưu tại sân bay LaGuardia thông báo cho các phi công rằng điều kiện thời tiết hiện tại ở sân bay bao gồm bầu trời u ám với trần cao bốn trăm feet với một dặm và một phần tư tầm nhìn.:p2 Người điều khiển tháp chỉ thị cho chuyến bay tiến tới phía bắc sân bay và chuẩn bị thực hiện một cách tiếp cận trực tiếp qua sông Đông để hạ cánh trên đường băng 22. Lúc 23:55, trong khi máy bay có khoảng cách 2,8 dặm (4,5 km) từ sân bay, bộ điều khiển cho các chuyến bay giải phóng mặt bằng đích cuối cùng của nó đối với đường băng 22. Phi hành đoàn đã thừa nhận giải phóng mặt bằng với một xác nhận đơn giản là "320" và không có thêm thông tin vô tuyến nào nữa.:p3 Khoảnh khắc sau đó, máy bay đâm vào bề mặt sông Đông khoảng 4.900 feet (1.500 m) thiếu đường băng, với tốc độ 140 hải lý trên giờ (160 mph; 260 km/h).:p3
Một nhân chứng trên một chiếc tàu kéo gần đó báo cáo đã nhìn thấy chiếc máy bay bay rất thấp trên sông trước khi nó chạm mặt nước với một tiếng ồn cực lớn. Một thành viên phi hành đoàn khác trên cùng một chiếc tàu kéo nói rằng anh ta nhìn thấy chiếc máy bay rơi xuống nước và anh ta nghĩ rằng chiếc máy bay đâm vào góc mũi.:p5 Một nhân chứng trong một chiếc ô tô tiến gần cầu Whitestone mô tả việc nhìn thấy chiếc máy bay vượt qua ở độ cao khoảng 100 feet. Anh ta không để ý xem thiết bị hạ cánh có bị hỏng hay không nhưng anh ta nói rằng anh ta có thể nhìn thấy toàn bộ bụng và đèn trên máy bay.:p5 Hành khách và thành viên phi hành đoàn còn sống trong cabin chính nói rằng việc hạ cánh trước vụ tai nạn dường như không ổn định và thường xuyên.:pp4-5 Các cuộc phỏng vấn với một số cư dân trong khu vực tiết lộ rằng nhiều báo cáo đã nghe thấy Electra bay trên đầu và nghe có vẻ như nó đang bay thấp hơn bình thường.
Vụ tai nạn là vụ tai nạn đầu tiên liên quan đến máy bay Lockheed L-188 Electra, đã bắt đầu dịch vụ thương mại tại American Airlines trong những tuần trước. Đó là tai nạn đáng kể đầu tiên liên quan đến một chiếc máy bay của American Airlines kể từ vụ tai nạn của chuyến bay 327 của American Airlines vào ngày 6 tháng 1 năm 1957.

## Hậu quả
Một tàu kéo thuộc sở hữu tư nhân từ New England đã ở trên sông gần nơi xảy ra vụ tai nạn khi thuyền viên của tàu nghe thấy tiếng va chạm. Nó cắt đứt xà lan mà nó đã kéo và là người đầu tiên đến hiện trường, thắp sáng khu vực bằng đèn rọi của thuyền. Tất cả tám trong số những người sống sót sau vụ tai nạn đã được phi hành đoàn cứu, trong đó có một người đàn ông bị kéo xuống từ bốn feet dưới mặt nước. Ít nhất một chục thuyền từ Cảnh sát biển và cảnh sát, và hai máy bay trực thăng của cảnh sát đã đến sau đó ít phút. Trong sương mù tối, những người cứu hộ có thể nghe thấy tiếng la hét từ những người sống sót, nhưng tầm nhìn kém và dòng sông chảy xiết khiến việc phục hồi nạn nhân và những người sống sót trở nên vô cùng khó khăn. Những người được hỏi và những người dân gần đó trong khu vực đã báo cáo những tiếng kêu cứu để được giúp đỡ từ những địa điểm cách xa địa điểm xảy ra sự cố.
Các cơ quan an toàn công cộng đã thiết lập bốn trạm cứu hộ dọc theo bờ sông để sơ tán những người sống sót, nhưng xe cứu thương đang đưa những người sống sót bị thương đến bệnh viện đã gặp khó khăn khi di chuyển trên những con đường băng giá. Những người sống sót đã được đưa đến Bệnh viện Flushing và Bệnh viện Đa khoa Queens, nơi một số người sống sót ban đầu đã chết vì vết thương của họ. Hai nhà xác tạm thời cũng được dựng ở hai bên bờ sông để tiếp nhận nạn nhân.
Đến 5 giờ sáng hôm sau, ít nhất 9 người sống sót đã được phục hồi, 22 thi thể đã được tìm thấy và 39 nạn nhân khác vẫn đang mất tích. Gió lớn và mưa lái xe khiến những người tìm kiếm tạm dừng hoạt động cứu hộ. Hội Chữ thập đỏ New York đã cung cấp các nhóm máu quý hiếm để hỗ trợ các nạn nhân của vụ tai nạn. Các cơ thể thu được đã được đưa đến Bệnh viện Đa khoa Queens để nhận dạng với sự hỗ trợ của các đặc vụ từ Cục Điều tra Liên bang và 25 thám tử thành phố. Các đặc vụ đã sử dụng hồ sơ dấu vân tay từ di trú, giấy tờ tùy thân và hồ sơ dịch vụ chiến tranh để xác định nạn nhân.
Sau vụ va chạm, thân máy bay đã vỡ thành nhiều mảnh, với phần hai mươi feet của thân máy bay là phần nguyên vẹn lớn nhất. After two hours, o Sau hai giờ, chỉ có thể nhìn thấy ba chân đuôi của máy bay phía trên mặt nước. Những người tìm kiếm trên thuyền và trên bờ nhặt những mảnh vỡ máy bay, đồ dùng cá nhân và thư đã được đưa lên máy bay.
Tại Washington DC, Ủy ban Hàng không Dân dụng Hoa Kỳ (CAB) đã ngay lập tức phái hai nhà điều tra ngay khi cơ quan chức năng nhận thức được vụ tai nạn và yêu cầu tạm giữ hồ sơ của hãng hàng không. Một nhóm gồm 25 điều tra viên đã được tập hợp và phái đi vào ngày hôm sau. Nhóm nghiên cứu được giao nhiệm vụ điều tra tất cả các khía cạnh của chuyến bay, bao gồm thời tiết, hoạt động bay, động cơ và cánh quạt, dụng cụ bay và cấu trúc máy bay. Luật sư quận hạt Frank Frank O'Connor cũng bắt đầu một cuộc điều tra, với mục đích thiết lập một hệ thống thuyền cứu hộ để phục vụ hai sân bay của thành phố. Ủy ban Thương mại Liên bang và Ngoại giao Hạ viện đã gọi cho người đứng đầu Cơ quan Hàng không Liên bang để báo cáo về vụ tai nạn trong phiên họp kín trong những ngày sau vụ tai nạn. Sau cuộc họp kéo dài hai tiếng rưỡi, một tiểu ban đặc biệt của Nhà được đặt tên để điều tra vụ tai nạn và các vấn đề an toàn chung được đưa ra khi chuyển sang máy bay phản lực và máy bay cánh quạt.
Vài ngày sau vụ tai nạn, các nguồn tin bắt đầu báo cáo rằng có những hệ thống an toàn không được đặt tại sân bay có thể giúp ngăn chặn vụ tai nạn. Đại diện Hiệp hội Phi công Hàng không cho biết, một hệ thống đèn nhấp nháy được gọi là Hệ thống Tiếp cận Flash Điện tử có thể giúp phi công phán đoán độ cao của anh ta, nếu nó đã được lắp đặt. Hiệp hội cũng kêu gọi lắp đặt một hệ thống hạ cánh cụ toàn diện hơn, có thể cung cấp hướng dẫn độ cao cho các phi hành đoàn đáp xuống đường băng 22 ngoài hệ thống hiện có cung cấp hướng dẫn ngang. Một hệ thống như vậy đã được lắp đặt ở phía đối diện của đường băng mà chuyến bay đã tiếp cận. Vào thời điểm đó, chỉ có hai sân bay ở Hoa Kỳ có lắp đặt hệ thống như vậy ở hai đầu đường băng. Tại một cuộc họp vào ngày 5 tháng 2, các ủy viên của Chính quyền cảng New York đã giải thích rằng việc lắp đặt một hệ thống như vậy trên đường băng 22 được coi là rất khó khăn vì hệ thống chiếu sáng tiếp cận sẽ chặn đường thủy được sử dụng để cập bến ở Queens.

## Phi cơ

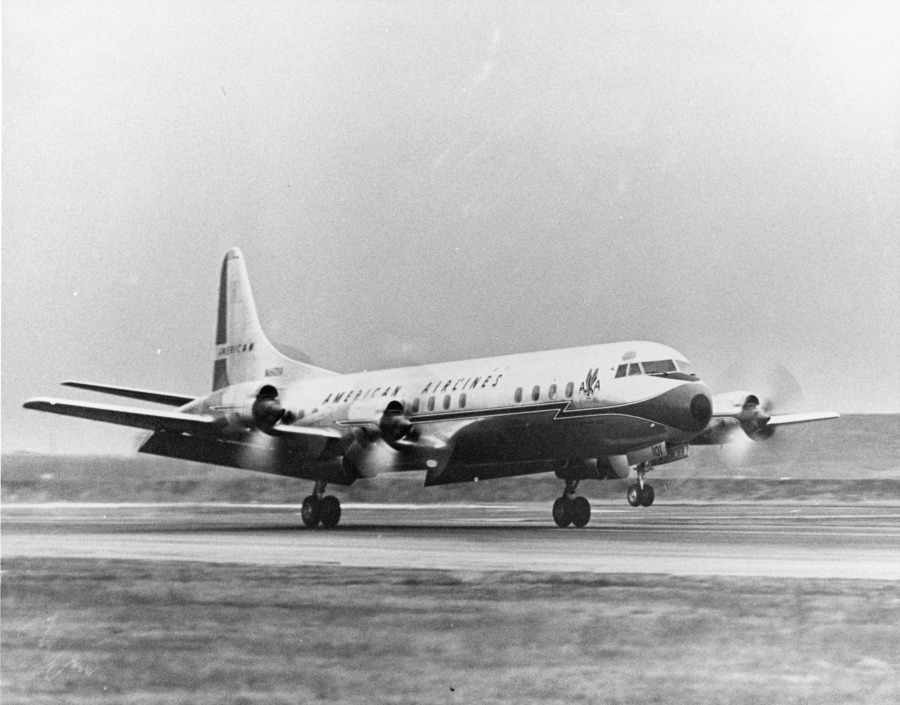
Các máy bay liên quan được thực hiện trước khi tai nạn

Máy bay này là máy bay cánh quạt tuabin Lockheed L-188 Electra, số sê-ri 1015, được đăng ký là số đuôi N6101A. Nó được sản xuất bởi Tập đoàn máy bay Lockheed vào ngày 27 tháng 11 năm 1958.:p25 Vào thời điểm gặp nạn, máy bay đã bay được tổng cộng 302 giờ. Nó được trang bị bốn động cơ Allison 501-D13.:p25
Được quảng bá là máy bay hiệu quả, nhanh và có lợi nhuận, Electra là máy bay cánh quạt tua-bin đầu tiên được sản xuất tại Hoa Kỳ. Chiếc máy bay đầu tiên được giao cho Eastern Air Lines vào tháng 10 năm 1958, người bắt đầu khai thác các chuyến bay thương mại với máy bay vào ngày 1 tháng 1 năm 1959. American Airlines đã giao Electra đầu tiên vào tháng 12 năm 1958 và chuyến bay thương mại đầu tiên của họ là mười hai ngày trước khi gặp sự cố. Sau vụ tai nạn của chuyến bay 320 của American Airlines, hai chiếc Electras khác đã bị rơi trong những tháng tiếp theo sau khi gặp phải những hỏng hóc nghiêm trọng về cấu trúc; chuyến bay 542 của Braniff bị rơi vào tháng 9 năm 1959 và chuyến bay 710 của Northwest Orient Airlines bị rơi vào tháng 3 năm 1960. Cả hai sự cố đều dẫn đến việc mất tất cả mọi người trên máy bay. Sau khi nghiên cứu sâu rộng, Lockheed đã xác định và sửa chữa một lỗ hổng trên giá treo động cơ, nguyên nhân gây ra lỗi cấu trúc của hai vụ tai nạn khác, nhưng sự công khai tiêu cực xung quanh tất cả các tai nạn liên quan đến máy bay trong một thời gian ngắn đã dẫn đến mất niềm tin của công chúng vào sự an toàn của máy bay và chỉ có 174 chiếc được sản xuất.